# الكفور الشاسعة (عمل)
الكفور الشاسعة من أعمال حوف رمسيس هو تقسيم جُغرافي مصري استُحدث في عصر الدولة الأيوبية بعد أن اقتطاع بعض أراضي أعمال حوف رمسيس، إلى أن ألغيت بعد الروك الناصري وضمت مع أعمال حوف رمسيس إلى أعمال البحيرة. كانت قرى تلك الأعمال تقع في أقصى غرب محافظة البحيرة اليوم على حدود الصحراء الغربية المصرية، واندثرت معظم قراها اليوم.

## نواحي الكفور الشاسعة
عدّ الوزير الأسعد بن مماتي قرى تلك الأعمال في كتابه قوانين الدواوين، ويمكن تصنيفها إلى:

### نواحي لا زالت موجودة إلى اليوم
لم يتبق من نواحي الكفور الشاسعة من أعمال الكفور الشاسعة اليوم إلا:
| المحافظة | المركز   | القرى                |
| -------- | -------- | -------------------- |
| البحيرة  | دمنهور   | العُميرة              |
| البحيرة  | حوش عيسى | بو الشقاف            |
| البحيرة  | الدلنجات | الحجر المحروق · قمحة |

### نواحي اندثرت مُحدّدة الموقع
- بو الحمير[4] ذكرها أيضًا ابن الجيعان في أعمال البحيرة باسم «أبو حمار»،[6] وأرضها اليوم تابعة لقرية المنشية الإبراهيمية.[7]
- الأبراج[8] ومحلها اليوم بالقرب من قرية الحدين.[9]
- أم الزرازير[3] وذكرها ابن الجيعان في أعمال البحيرة باسم «أبو الزرازير»،[10] ومحلها اليوم «حوض أبو الزرازير» التابع لقرية زاوية حمور.[11]
- تل العظام[12] وأرضها اليوم ضمن أراضي قرية مغنين.[13]
- كوم البقر كانت من كفور نقانة الغربية،[14] ومحلها اليوم بالقرب من قرية حرارة.[15]
- كوم عز الملك[16] ومحلها اليوم ضمن أراضي قرية الحجر المحروق.[17]
- نقانة الغربية[18] ذكرها ابن الجيعان في أعمال البحيرة باسم «نقانة المرسا»، وقال أنها من نواحي تروجة،[19] ومحلها اليوم بالقرب من قرية زاوية صقر.[11]

### نواحي اندثرت مجهولة الموقع
- اصفيانة[3]
- البروجية[8]
- الجابزية[8]
- الدير[3]
- الرمانات[3]
- الزيتونة[3]
- العقدون[3]
- الغطاسة، قال ابن مماتي أنها كانت من كفور نقانة الغربية.[8]
- القطيسة[3]
- المالي[8]
- المراسي[8]
- المرهف[8]
- المشفرة[3]
- المقاص[8]
- المماسوح[8]
- بو سمار[4]
- بو سنان[4]
- بو صابر[4]
- بو قليوط[4]
- بركة معين الدولة[4]
- تلبانة البحيرية[12]
- دويرى الفرش[20]
- سفط البحيرة[21]
- سناديد[21]
- شبرا نوق[22]
- شقراسة[22]
- شمر[22]
- شنشبا[21] وذكرها ابن الجيعان في أعمال البحيرة باسم «شنشا».[23]
- غزالة[24]
- غلميسة[24]
- قبر اليهودي[5]
- قبر بخيت[5]
- كوم الحور، كانت من كفور نقانة الغربية.[14]
- كوم الشاه[16]
- كوم الضبع[14]
- كوم العقبان[14]
- كوم الغزلان، كانت من كفور نقانة الغربية.[14]
- كوم الغيلان[14]
- كوم بلاطيا[16]
- كوم بو زكري[16]
- محلة نمير[25]
- مخازن جميل[25]
- منزل سيار[25]
- منية الشيباني[25]
- منية قبة زافر[25]